# Châtelblanc

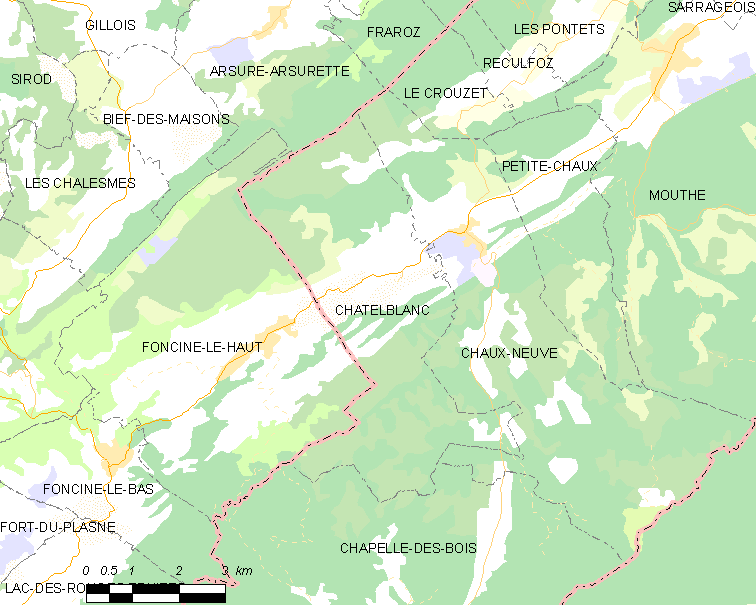

Châtelblanc ist eine französische Gemeinde mit 110 Einwohnern (Stand: 1. Januar 2022) im Département Doubs in der Region Bourgogne-Franche-Comté.

## Geographie
Châtelblanc liegt auf 1014 m über dem Meeresspiegel, etwa 32 Kilometer südwestlich der Stadt Pontarlier (Luftlinie). Das Straßenzeilendorf erstreckt sich im Jura, auf einer kleinen Anhöhe am Nordfuß der Roche, zwischen den Ketten des Hochjuras auf einem weiten Sattel, welcher die Einzugsgebiete von Doubs und Saine trennt, nahe der Grenze zur Schweiz.
Die Fläche des 20,79 km² großen Gemeindegebiets umfasst einen Abschnitt des französischen Juras. Die Landschaft ist geprägt durch parallel verlaufende Geländekämme und Längsmulden, die gemäß der Streichrichtung des Faltenjuras in dieser Region in Richtung Südwest-Nordost orientiert sind. Der zentrale Teil des Gebietes wird von einer rund zwei Kilometer breiten Längsmulde eingenommen, die in geologisch-tektonischer Hinsicht ein Synklinorium bildet. Bei Châtelblanc befindet sich der Sattel, der im Süden von den beiden Felsköpfen der Roche (1083 m) und der Roche Blanche (1075 m) überragt wird. Nach Nordosten senkt sich das Gelände nur unmerklich und wird durch den Cébriot zum Doubs entwässert. Gegen Südwesten leitet eine rund 80 m hohe Geländestufe zum Quellgebiet des Brideau (Zufluss der Saine) über.
Nach Süden erstreckt sich das Gemeindeareal über den Bois Banal in das unwegsame, dicht bewaldete Gebiet des Mont Noir, in dem sich Kuppen und Karstmulden abwechseln. Mit 1274 m wird hier die höchste Erhebung von Châtelblanc erreicht. Auf seiner Nordwestseite wird die Längsmulde von Châtelblanc von den ebenfalls überwiegend bewaldeten Höhen des Croz Mont (1206 m) flankiert, der zum System der Haute Joux gehört. Das Gemeindegebiet ist Teil des Regionalen Naturparks Haut-Jura (frz.: Parc naturel régional du Haut-Jura).
Nachbargemeinden von Châtelblanc sind Arsure-Arsurette im Norden, Chaux-Neuve im Osten, Chapelle-des-Bois im Süden sowie Foncine-le-Haut im Westen.

## Geschichte
Das Gebiet, das bis im 13. Jahrhundert unbewohnt war, gehörte dem Abt von Saint-Claude. Von diesem erhielten es die Herren von Chalon-Arlay als Lehen und ließen die Burg von Châtelblanc errichten. Im Jahr 1303 wurden Châtelblanc gewisse Freiheitsrechte zugesprochen, um die Besiedlung der Gegend zu fördern. Durch eine schwere Pestepidemie wurde jedoch Mitte des 14. Jahrhunderts ein Großteil der Bevölkerung dahingerafft. Die Kastlanei Châtelblanc umfasste nun die beiden Dörfer Châtelblanc und Chaux-Neuve (inklusive das Gebiet des später gegründeten Chapelle-des-Bois). Dabei bildete Châtelblanc das Zentrum mit der Burg, während Chaux-Neuve Kirchort war. 1516 wurde das Gebiet zwischen den beiden Gemeinden aufgeteilt. Durch Erbfolge ging die Kastlanei Châtelblanc nach 1530 von den Chalon-Arlay an das Haus Oranien-Nassau. Im Dreißigjährigen Krieg wurde die Burg 1639 von Herzog Bernhard von Sachsen-Weimar besetzt und zerstört. Zusammen mit der Franche-Comté gelangte Châtelblanc mit dem Frieden von Nimwegen 1678 an Frankreich. Heute ist Châtelblanc Mitglied des Gemeindeverbandes Lacs et Montagnes du Haut-Doubs.

## Sehenswürdigkeiten
Die heutige Kirche von Châtelblanc wurde von 1858 bis 1861 erbaut, während der Glockenturm infolge Geldmangels erst 1904 hinzugefügt wurde. Bemerkenswert ist im Weiteren das Wegkreuz Croix de la Combille, das im 17. Jahrhundert errichtet wurde. Von der ehemaligen Burg, die wahrscheinlich auf der Roche gestanden hatte, sind keine Überreste vorhanden.

## Bevölkerung
| Jahr                       | 1962 | 1968 | 1975 | 1982 | 1990 | 1999 | 2006 | 2016 |
| Einwohner                  | 140  | 131  | 123  | 114  | 104  | 102  | 100  | 125  |
| Quellen: Cassini und INSEE |      |      |      |      |      |      |      |      |

Mit 110 Einwohnern (1. Januar 2022) gehört Châtelblanc zu den kleinsten Gemeinden des Départements Doubs. Nachdem die Einwohnerzahl in der ersten Hälfte des 20. Jahrhunderts markant abgenommen hatte (1881 wurden noch 423 Personen gezählt), wurden seit Beginn der 1980er Jahre nur noch geringe Schwankungen verzeichnet.

## Wirtschaft und Infrastruktur
Châtelblanc war bis weit ins 20. Jahrhundert hinein ein vorwiegend durch die Landwirtschaft, insbesondere Milchwirtschaft und Viehzucht, sowie durch die Forstwirtschaft geprägtes Dorf. Daneben gibt es heute einige Betriebe des lokalen Kleingewerbes, darunter eine Käserei und ein Unternehmen der Holzverarbeitung. Einige Erwerbstätige sind auch Wegpendler, die in den größeren Ortschaften der Umgebung ihrer Arbeit nachgehen.
Die Ortschaft liegt abseits der größeren Durchgangsstraßen an der Departementsstraße D437, die von Saint-Laurent-en-Grandvaux nach Pontarlier führt.